# Nemoleon risi
Nemoleon risi är en insektsart som först beskrevs av Peter Esben-Petersen 1916. 
Nemoleon risi ingår i släktet Nemoleon och familjen myrlejonsländor. Inga underarter finns listade i Catalogue of Life.